# Відносини братів і сестер

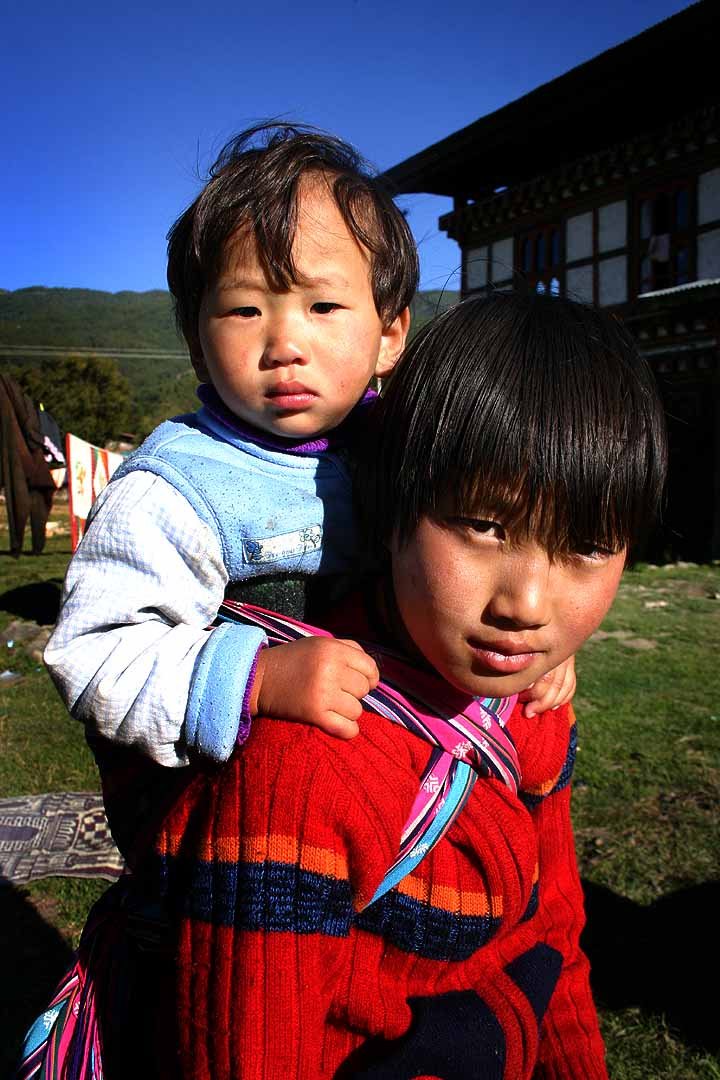
Брати і сестри в Бутані

Відносини між братом і сестрою — особливий вид соціальних взаємин, що виникають між рідними дітьми в одній сім'ї. Це один із найтриваліших і найважливіших соціальних зв'язків у житті людини. Брати та сестри відіграють унікальну роль у житті один одного, яка імітує товариство батьків, а також вплив і допомогу друзів. Оскільки брати і сестри часто ростуть в одній сім'ї, вони, як і інші члени родини, мають великий вплив один на одного. Однак, незважаючи на те, що стосунки між братом і сестрою можуть мати як ієрархічні, так і взаємні елементи ці стосунки мають тенденцію бути більш егалітарними та симетричними, ніж з членами родини інших поколінь. Крім того, стосунки між братами та сестрами часто відображають загальний стан згуртованості в родині.
У дитинстві брати і сестри зазвичай проводять більше часу один з одним, ніж з батьками чи будь-ким іншим; вони довіряють один одному і піклуються один про одного, тому зрада одного з них може спричинити проблеми для іншої людини як фізично, так і психологічно та емоційно. Стосунки з братом чи сестрою часто є найтривалішими стосунками в житті людини.

## Культурні відмінності
Зміст і контекст стосунків між братами та сестрами відрізняються в різних культурах. У індустріально розвинутих культурах стосунки між братами та сестрами зазвичай є дискреційними. Людей закликають підтримувати зв'язок і співпрацювати зі своїми братами та сестрами, але це не є обов'язком. Старшим братам і сестрам у цих культурах іноді доручають наглядати за молодшим братом або сестрою, але це лише зрідка, коли батьки беруть на себе основну роль опікунів. Навпаки, близькі стосунки між братами та сестрами в неіндустріалізованих культурах часто є обов'язковими, оскільки сильні культурні норми спонукають до співпраці та тісної близькості між братами та сестрами. В Індії стосунки між братами та сестрами настільки цінуються, що в цей день проводять свято під назвою Ракша Бандхан. На цьому святі сестра дарує братові плетений браслет, щоб показати їхній міцний зв'язок, навіть коли вони створили власні сім'ї. Ці культури також поширюють роль опікунів на старших братів і сестер, від яких очікується, що вони постійно наглядатимуть за молодшими.

## Протягом усього життя

### Дитинство і дитинство

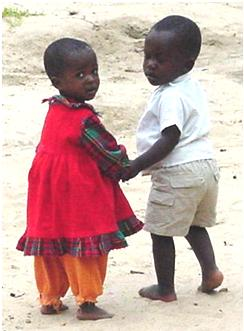
Догляд за братом і сестрою в дитячому будинку в Зімбабве

Стосунки починаються зі знайомства двох братів і сестер один з одним. Старші брати і сестри часто дізнаються про свого майбутнього молодшого брата чи сестру на певному етапі вагітності матері, що може полегшити адаптацію старшої дитини і призвести до покращення безпосередніх стосунків з новонародженим. Батьки приділяють увагу не тільки новонародженим, але і старшим дітям, щоб уникнути суперництва між братами і сестрами; взаємодії, які можуть сприяти розвитку соціальних здібностей старшого брата або сестри, можуть когнітивно стимулювати молодшого брата або сестру. Старші брати й сестри навіть адаптують своє мовлення, щоб пристосуватися до слабкого розуміння мови молодшого, подібно до того, як це роблять батьки з дитячим мовленням.
Теорію прихильності, яка використовується для опису стосунків немовляти з основним опікуном, можна також застосувати до братів і сестер. Якщо немовля вважає старшого брата чи сестру чуйними і бачить у них джерело розради, може сформуватися підтримуючий зв'язок. Навпаки, негативний зв'язок може сформуватися, якщо старший брат/сестра діє агресивно, недбало чи іншим чином негативно. Прив'язаність до брата/сестри ще більше посилюється за відсутності основного опікуна, коли молодший брат/сестра змушений покладатися на старшого за безпеку та підтримку.
Навіть коли брати й сестри старіють і розвиваються, їхні стосунки мають значну стабільність від дитинства до середнього дитинства, протягом якого позитивні та негативні взаємодії залишаються незмінними за частотою. Проте, цей період знаменує собою великі зміни для обох братів і сестер. Якщо припустити, що різниця у віці становить лише кілька років, це час, коли старша дитина починає ходити до школи, знайомитися з однолітками та заводити друзів. Така зміна середовища зменшує доступ обох дітей один до одного і зменшує залежність старшого брата чи сестри від молодшого в плані соціальної підтримки, яку тепер можна знайти поза межами їхніх стосунків. Коли молодший брат/сестра йде до школи, старший може допомогти йому/їй адаптуватися і порадити, як впоратися з новими труднощами, які виникають під час навчання. У той же час, старший брат/сестра також готовий відповісти на питання і обговорити теми, які молодшому брату/сестрі може бути незручно обговорювати з батьками.

### Підлітковий вік
Характер стосунків між братами та сестрами змінюється від дитинства до підліткового віку. У той час як молоді підлітки часто забезпечують один одного теплом і підтримкою, цей період розвитку також відзначається підвищеною конфліктністю та емоційною дистанцією. Однак цей ефект залежить від статі братів і сестер. У різностатевих парах братів і сестер у підлітковому віці часто спостерігається більш різке зниження інтимності, тоді як в одностатевих парах братів і сестер спостерігається невелике зростання інтимності в ранньому підлітковому віці з подальшим незначним зниженням. В обох випадках інтимність знову зростає в період молодого дорослого віку. Ця тенденція може бути результатом підвищеної уваги до стосунків з однолітками в підлітковому віці. Часто підлітки з однієї сім'ї ведуть різний спосіб життя, що ще більше збільшує емоційну дистанцію між ними.
Брати та сестри можуть впливати один на одного приблизно так само, як однолітки, особливо в підлітковому віці. Ці стосунки можуть навіть компенсувати негативний психологічний вплив відсутності друзів і можуть надати людям відчуття власної гідності. Старші брати і сестри можуть ефективно моделювати хорошу поведінку для молодших братів і сестер. Наприклад, є докази того, що спілкування з братом або сестрою щодо безпечного сексу може бути таким же ефективним, як і з батьками. Навпаки, старший брат або сестра може заохочувати ризиковану сексуальну поведінку, моделюючи сексуально просунутий спосіб життя, а молодші брати і сестри батьків-підлітків, швидше за все, самі стануть батьками підлітків.
Дослідження підлітків показують, що позитивний вплив братів і сестер може сприяти здоровому та адаптивному функціонуванню, тоді як негативні взаємодії можуть посилити вразливість і проблемну поведінку. Інтимні та позитивні стосунки між братами та сестрами є важливим джерелом підтримки для підлітків і можуть сприяти розвитку просоціальної поведінки. Однак, коли стосунки між братами та сестрами характеризуються конфліктами та агресією, вони можуть сприяти правопорушенням та антисоціальній поведінці серед однолітків.

### Зрілість і старість
Коли брати і сестри досягають дорослого віку, найімовірніше, що вони більше не житимуть в одному місці, і в них з'являться робота, хобі та романтичні інтереси, які вони не поділяють, а тому не можуть використовувати для спілкування один з одним. На цьому етапі спільні труднощі, пов'язані зі школою та перебуванням під суворою юрисдикцією батьків, зникають. Незважаючи на ці фактори, брати і сестри часто підтримують стосунки в дорослому віці і навіть у старості. Близькість є важливим фактором у підтримці контакту між братами та сестрами; ті, хто живе ближче один до одного, частіше відвідують один одного. Крім того, значну роль відіграє стать. Найімовірніше, що сестри підтримуватимуть контакт одна з одною, за ними йдуть діади змішаної статі. Найрідше спілкуються один з одним брати.
Спілкування особливо важливе, коли брати і сестри живуть далеко одне від одного. Спілкування може відбуватися особисто, по телефону, поштою, а також все частіше — за допомогою онлайн-комунікацій, таких як електронна пошта та соціальні мережі. Часто брати і сестри спілкуються опосередковано через одного з батьків або спільного друга чи родича. Між дорослими та літніми братами та сестрами розмова, як правило, зосереджується на сімейних подіях і роздумах минулого.
У дорослому віці брати й сестри все ще виконують роль, подібну до ролі друзів. Друзі та брати і сестри часто близькі за віком, а в дорослому віці будь-яка різниця у віці здається ще менш значущою. Крім того, обидва типи стосунків часто є егалітарними за своєю природою, хоча, на відміну від братів і сестер, дружні стосунки є добровільними. Конкретні ролі в цих стосунках також відрізняються, особливо на більш пізньому етапі життя. Для літніх братів і сестер друзі, як правило, виступають у ролі компаньйонів, тоді як рідні брати і сестри відіграють роль довірених осіб.
Важко робити довгострокові припущення щодо стосунків між дорослими братами та сестрами, оскільки вони можуть швидко змінюватися у відповідь на окремі або спільні життєві події. Одруження одного з братів чи сестер може як посилити, так і послабити зв'язок між ними. Те саме можна сказати про зміну місця проживання, народження дитини та багато інших життєвих подій. Однак розлучення або вдівство одного з братів чи сестер чи смерть близького члена сім'ї найчастіше призводить до посилення близькості та підтримки між братами і сестрами.

### Сімейна система
Стосунки між братами та сестрами є важливими в сімейній системі. Теорія сімейних систем (Kerr and Bowen, 1988) — це теорія людської поведінки, яка визначає сімейну одиницю як складну соціальну систему, в якій члени взаємодіють, щоб впливати на поведінку один одного. Ці стосунки впливають на розвиток дитини, її поведінку, і підтримку протягом усього життя. На розвиток дитини впливає динамічна система як результат сімейної системи. Стосунки між братами та сестрами є найважливішими, але на них не так зосереджено увагу, як на інших сімейних стосунках. У сімейній системі не всі ролі серед братів і сестер однакові або спільні. Старший брат або сестра можуть виконувати роль батьків. Це робить старшого брата або сестру прикладом для наслідування та опікуном/опікункою для молодшого/молодшої. Може мати місце позитивний вплив на розвиток молодших братів і сестер.

## Суперництво братів і сестер
Суперництво між братами і сестрами описує конкурентні відносини або ворожість між братами і сестрами, як кровними, так і не кровними. Часто конкуренція є результатом бажання більшої уваги з боку батьків. Однак навіть найсумлінніші батьки можуть очікувати, що суперництво між братами і сестрами в тій чи іншій мірі проявляється в іграх. Діти схильні природно конкурувати один з одним не лише за увагу батьків, але й за визнання у світі.
Брати і сестри зазвичай проводять більше часу разом у дитинстві, ніж з батьками. Зв'язок між братом і сестрою часто є складним і на нього впливають такі фактори, як ставлення батьків, порядок народження, особистість, а також люди та досвід поза родиною. За словами дитячої психологині Сільвії Рімм, суперництво між братами й сестрами є особливо інтенсивним, коли діти дуже близького віку й однієї статі або коли одна дитина інтелектуально обдарована. Суперництво між братами та сестрами включає агресію та образи, особливо між братами та сестрами близького віку.

### Причини
Брати і сестри можуть ревнувати і затаювати образу один на одного. Основними причинами суперництва між братами і сестрами є брак соціальних навичок, занепокоєння щодо справедливості, індивідуальні темпераменти, особливі потреби, стиль виховання, навички вирішення конфліктів і культура батьків. У багатьох сім'ях діти вважають своїх братів і сестер друзями. Але також часто брати і сестри одного дня стають чудовими друзями, а наступного ненавидять одне одного.
Є багато речей, які можуть впливати на суперництво між братами та сестрами та формувати його. За словами Кайли Бойз з Університету Мічигану, кожна дитина в сім'ї змагається, щоб визначити, ким вона є як особистість, і хоче показати, що вона відрізняється від своїх братів і сестер. Діти можуть відчувати, що батьки приділяють їм нерівну кількість уваги, дисципліни та чуйності. Діти частіше б'ються в сім'ях, де немає розуміння того, що бійка не є прийнятним способом вирішення конфліктів, і немає альтернативних способів вирішення таких конфліктів. Стрес у житті батьків і дітей може спричинити ще більше конфліктів і посилити суперництво між братами та сестрами.

#### Психоаналітичний погляд
Зигмунд Фрейд розглядав стосунки між братом і сестрою як продовження Едіпового комплексу, де брати змагалися за увагу матері, а сестри — за увагу батька. Наприклад, у випадку з маленьким Гансом Фройд припускав, що страх хлопчика перед конями був пов'язаний з ревнощами до його молодшої сестри, а також з бажанням хлопчика замінити батька в ролі партнера матері. Ця точка зору була значною мірою дискредитована сучасними дослідженнями.

#### Теорія конфлікту «батьки-нащадки».
Сформульована Робертом Тріверсом теорія «батьки-нащадки» важлива для розуміння динаміки братів і сестер і прийняття рішень батьками. Оскільки очікується, що батьки інвестують усе необхідне для забезпечення виживання своїх нащадків, зазвичай вважається, що батьки розподілять максимальну кількість доступних ресурсів, можливо, на шкоду собі та іншим потенційним нащадкам. У той час як батьки інвестують якомога більше у своїх нащадків, нащадки можуть в той же час намагатися отримати більше ресурсів, ніж батьки в змозі дати, щоб максимізувати свій власний репродуктивний успіх. Таким чином, існує конфлікт між бажаннями окремих нащадків і тим, що батьки можуть або бажають дати. Розширення теорії Тріверса дозволяє передбачити, що братам і сестрам буде вигідно інтенсивно конкурувати один з одним. Бути егоїстом можна навіть на шкоду не лише батькам, а й братам і сестрам, якщо загальна користь від занять фізичною формою переважує загальні витрати.

#### Інші психологічні підходи
Альфред Адлер розглядав братів і сестер як людей, які «прагнуть до значущості» в сім'ї, і вважав, що порядок народження є важливим аспектом розвитку особистості. Почуття того, що тебе замінили або витіснили, часто стає причиною ревнощів з боку старшого брата або сестри. Фактично, сьогодні психологи та дослідники схвалюють вплив порядку народження, а також віку та статі на стосунки між братами та сестрами. Особистість дитини також може вплинути на те, наскільки суперництво братів і сестер відбуватиметься в домі. Деякі діти, здається, природно сприймають зміни, тоді як інші можуть бути природно конкурентоспроможними та виявляти цю натуру задовго до того, як брат або сестра з'явиться вдома. Проте батьки вважаються здатними мати важливий вплив на те, чи будуть вони конкурентоспроможними чи ні.
Девід Леві ввів термін «суперництво братів і сестер» у 1941 році, стверджуючи, що для старших братів і сестер «агресивна реакція на новонароджену дитину настільки типова, що можна з упевненістю сказати, що це звичайна риса сімейного життя». Дослідники сьогодні загалом підтримують цю точку зору, зазначаючи, що батьки можуть покращити цю реакцію, проявляючи пильність щодо фаворитизму та вживаючи відповідних профілактичних заходів. Насправді, кажуть дослідники, ідеальний час для того, щоб закласти основу підтримуючих стосунків між братами і сестрами на все життя, — це протягом місяців до появи нової дитини.

### Протягом усього життя
Відповідно до спостережних досліджень, проведених Джуді Данн, діти вже в один рік можуть проявляти самосвідомість і відчувати різницю в батьківському ставленні до себе та брата або сестри, а ранні враження можуть сформувати стосунки з молодшим братом або сестрою на все життя. Починаючи з 18 місяців, брати й сестри можуть розуміти сімейні правила та знати, як втішати та бути добрими один до одного. До 3 років діти вже добре розуміють соціальні правила, можуть оцінювати себе по відношенню до своїх братів і сестер і знають, як адаптуватися до обставин у сім'ї. Від того, чи є у них прагнення адаптуватися, ладнати з братом чи сестрою, чиї цілі та інтереси можуть відрізнятися від їхніх власних, може бути різницею між відносинами співпраці та суперництвом.
Дослідження також показали, що найбільше суперництво спостерігається між братами, а найменше — між сестрами. Звичайно, з цього правила є винятки. Що робить зв'язки між братом і сестрою такими суперницькими? Дебора Голд розпочала нове дослідження, яке ще не завершене. Але вона знайшла постійну тему, що проходить через інтерв'ю, які вона провела до цього часу. «Річ, яка проходить через братів, але не зустрічається в інших парах братів і сестер, — це поняття порівняння батьків і суспільства. З хлопчиками якось набагато природніше порівнювати, особливо більше, ніж з парами сестра/брат. Майже з першого дня життя фундаментальні маркери розвитку — у кого першим прорізався зуб, хто першим почав повзати, ходити, говорити — виставляються у більшому, ніж життя, масштабі. І це порівняння, здається, продовжується від школи до коледжу і на робочому місці. Хто має найбільший будинок, хто заробляє найбільше грошей, хто їздить на найкращій машині — це постійні теми для обговорення. У нашому суспільстві вважається, що чоловіки повинні бути орієнтовані на досягнення, агресивні. Вони повинні досягати успіху».
Суперництво братів і сестер часто триває протягом усього дитинства і може бути дуже розчаровуючим і стресовим для батьків. Підлітки сваряться з тих самих причин, що й молодші діти, але вони фізично та інтелектуально краще підготовлені, щоб завдавати болі один одному та бути болячими. Фізичні та емоційні зміни викликають тиск у підлітковому віці, як і зміна стосунків з батьками та друзями. Сварки з братами і сестрами як спосіб привернути увагу батьків можуть посилитися в підлітковому віці. Одне дослідження показало, що найвищий рівень конкуренції між братами і сестрами спостерігається у віковій групі від 10 до 15 років.
Однак ступінь суперництва та конфлікту між братами та сестрами не є постійною. Продовжні дослідження, які розглядають ступінь суперництва між братами та сестрами протягом дитинства в західних суспільствах, показують, що з часом стосунки між братами та сестрами стають більш егалітарними, і це свідчить про менше конфліктів. Проте цей ефект пом'якшується порядком народження: старші брати і сестри повідомляють про більш-менш однаковий рівень конфліктів і суперництва протягом усього дитинства. На противагу цьому, молодші брати і сестри повідомляють про пік конфліктів і суперництва в молодшому підлітковому віці і зниження в пізньому підлітковому віці. Зменшення конфліктності в пізньому підлітковому віці має сенс з еволюційної точки зору: коли ресурси закінчуються і/або люди починають власну репродуктивну кар'єру, для братів і сестер немає сенсу продовжувати запеклу конкуренцію за ресурси, які більше не впливають на їхній репродуктивний успіх.
Суперництво між братами і сестрами може тривати і в дорослому віці, а стосунки між братами і сестрами можуть кардинально змінюватися з роками. Такі події, як хвороба батьків, можуть зблизити братів і сестер, тоді як шлюб може віддалити їх один від одного, особливо якщо стосунки між родичами напружені. Приблизно третина дорослих описує свої стосунки з братами і сестрами як суперницькі або віддалені. Однак з часом суперництво часто зменшується. Щонайменше 80 відсотків братів і сестер у віці старше 60 років мають близькі стосунки.

### Профілактика
Батьки можуть зменшити можливість суперництва, відмовившись від порівняння чи типізації своїх дітей, навчаючи дітей позитивних способів привертати увагу один від одного та від батьків, плануючи спільні веселі сімейні заходи та переконавшись, що кожна дитина має достатньо часу та власний простір. Вони також можуть приділяти індивідуальну увагу кожній дитині, заохочувати командну роботу, відмовлятися вважати одну дитину прикладом для інших і уникати фаворитизму. Батькам також важливо інвестувати в час, проведений разом усією родиною. Діти, які мають сильне відчуття приналежності до сім'ї, швидше за все, сприйматимуть братів і сестер як продовження себе. Однак, за словами Сільвії Рімм, хоча суперництво між братами й сестрами можна зменшити, його навряд чи можна усунути. У помірних дозах суперництво може бути здоровим показником того, що кожна дитина достатньо наполеглива, щоб висловити свої відмінності з іншими братами та сестрами.
Вейхе пропонує використовувати чотири критерії, щоб визначити, чи є сумнівна поведінка суперництвом чи жорстоким поводженням з боку братів і сестер. По-перше, необхідно визначити, чи відповідає поведінка, що викликає сумніви, віку дитини: наприклад, на різних етапах розвитку діти використовують різні тактики вирішення конфліктів. По-друге, необхідно визначити, чи є така поведінка поодиноким випадком або частиною стійкої моделі: насильство, за визначенням, є довготривалою моделлю, а не випадковими розбіжностями. По-третє, необхідно визначити, чи є в поведінці «аспект віктимності»: суперництво, як правило, є конкретним інцидентом, взаємним і очевидним для інших, тоді як насильство характеризується секретністю і дисбалансом влади. По-четверте, необхідно визначити мету сумнівної поведінки: метою насильства, як правило, є збентеження або домінування над жертвою. Батьки повинні пам'ятати, що суперництво між братами і сестрами сьогодні може колись призвести до того, що брати і сестри будуть відрізані один від одного, коли батьків не стане. Продовження заохочення сімейної єдності, справедливе ставлення до братів і сестер та використання сімейного консультування для припинення надмірного суперництва між братами і сестрами може в кінцевому підсумку принести користь дітям у дорослому віці.

## Шлюб між рідними братами та сестрами та інцест

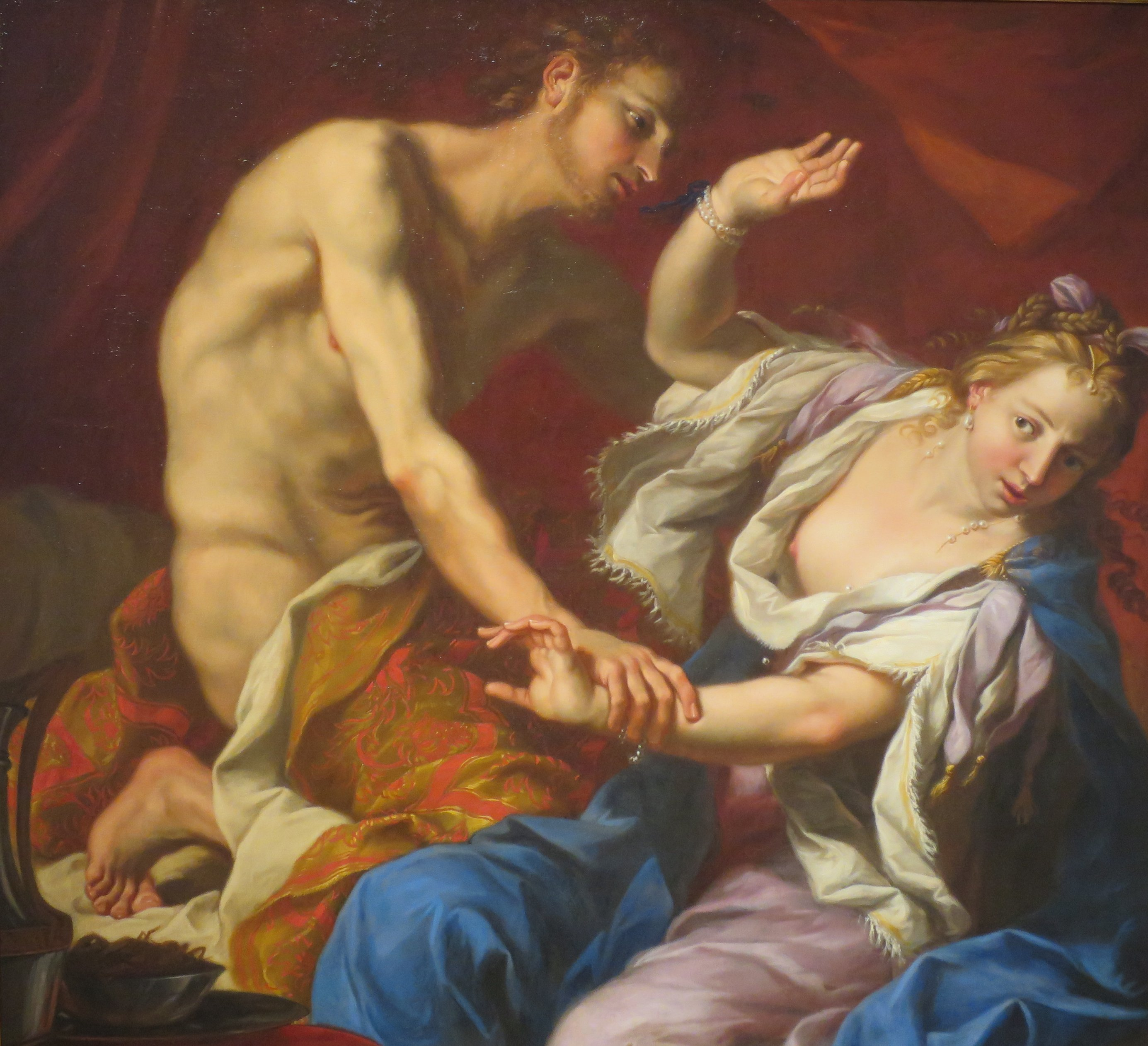
Амнон і Тамар, діти біблійного царя Давида, були зведеними братами і сестрами, але Амнон зґвалтував Тамар (невідомий європейський художник, олія на полотні, прибл. 1650—1700, Високий музей мистецтва)

У той час як двоюрідні шлюби є законними в більшості країн, а авункулативні шлюби є законними в багатьох, сексуальні стосунки між братами та сестрами майже повсюдно вважаються інцестуозними. Вроджена сексуальна відраза між братами і сестрами формується через тісне спілкування в дитинстві, що називається ефектом Вестермарка. У дітей, які ростуть разом, зазвичай не розвивається сексуальний потяг, навіть якщо вони не є родичами, і навпаки, у братів і сестер, яких розлучили в ранньому віці, може розвинутися сексуальний потяг.
Таким чином, багато випадків інцесту братів і сестер, у тому числі випадкового інцесту, стосуються братів і сестер, яких розлучили при народженні або в дуже молодому віці. Одне дослідження, проведене в Новій Англії, показало, що приблизно 10 % чоловіків і 15 % жінок стикалися з тією чи іншою формою сексуального контакту з братом або сестрою, причому найпоширенішою формою були пестощі або доторкання до геніталій один одного.

### Серед дорослих

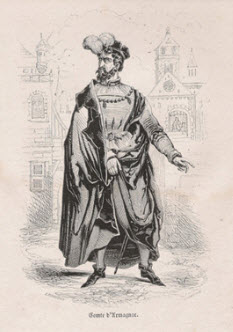
Жан V, граф Арманьяк, одружився зі своєю сестрою Ізабель прибл. 1450 і наполегливо боровся, щоб зберегти шлюб, але врешті зазнав невдачі.

Джон М. Гоґґін та Вільям К. Стертевант (1964) перерахували вісім суспільств, які загалом дозволяли шлюби між братами і сестрами, і тридцять чотири суспільства, де шлюби між братами і сестрами були дозволені лише серед певних класів.
Історичним шлюбом, який відбувся між повнорідними братами і сестрами, був шлюб Жана V, графа Арманьяка, та Ізабель д'Арманьяк, дами Катр-Валле, бл. 1450. У 1457 році наданий папський дозвіл на цю унію був оголошений сфальсифікованим. Шлюб було визнано недійсним, а дітей оголошено бастардами та виключено з лінії спадкування.
У давнину Лаодіка IV, принцеса, жриця і цариця Селевкідів, по черзі вийшла заміж за всіх своїх трьох братів. Шлюб між братами та сестрами був особливо поширеним у римському Єгипті і, ймовірно, навіть кращою нормою серед знаті. У більшості випадків одруження братів і сестер у Римському Єгипті було результатом релігійної віри в божественність і збереження чистоти. На основі моделі з міфу про Осіріса та Ісіду вважалося необхідним, щоб бог одружився з богинею і навпаки. Це призвело до того, що Осіріс одружився на своїй сестрі Ісіді через обмежені можливості богів і богинь для одруження. Щоб зберегти божественність правлячих сімей, брати і сестри королівських сімей одружувалися між собою.
Шлюб між братами та сестрами також поширений серед народу занде в Центральній Африці.
У ряді європейських країн, таких як Бельгія, Франція, Люксембург, Нідерланди та Іспанія, шлюб між братами і сестрами залишається забороненим, але інцест між братами і сестрами більше не переслідується.

### Серед дітей
За даними Cavanagh Johnson та Friend, (1995), від 40 % до 75 % дітей будуть брати участь у тій чи іншій сексуальній поведінці до досягнення 13 років. У таких ситуаціях діти досліджують тіла один одного, одночасно вивчаючи гендерні ролі та поведінку, і їхні сексуальні експерименти не свідчать про те, що ці діти є дитячими сексуальними злочинцями. Оскільки брати і сестри, як правило, близькі за віком і місцем проживання, можливість сексуальних контактів між ними досить висока, і якщо вони ґрунтуються лише на взаємній цікавості, то такі дії не завдають шкоди чи страждань ні в дитинстві, ні в дорослому віці. За Reinisch, (1990), вивчаючи ранню сексуальну поведінку в цілому, більше половини всіх шести- і семирічних хлопчиків брали участь у сексуальних іграх з іншими хлопчиками, і більше третини з них з дівчатками, тоді як більше третини шести- і семирічних дівчаток займалися такою грою як з іншими дівчатками, так і з хлопчиками. Такі акції включають гру в лікаря, взаємні дотики та спроби імітації непроникаючого статевого акту. Рейніш розглядає таку гру як частину нормального прогресу від чуттєвих елементів зв'язку з батьками до мастурбації, а потім до сексуальної гри з іншими. За Рейнішем, до восьми-дев'яти років діти починають усвідомлювати, що сексуальне збудження — це особливий тип еротичних відчуттів, і шукатимуть цих приємних переживань за допомогою різноманітних видовищ, дотиків до себе та фантазії, так що більш рання узагальнена сексуальна гра змінюється. у більш обдумане та навмисне збудження.
Жорсткі інцестуальні стосунки між братами та сестрами можуть мати негативні наслідки для залучених сторін. Таке жорстоке поводження може завдати шкоди жертвам у процесах розвитку, таких як необхідні для міжособистісних стосунків, і може бути причиною депресії, тривоги та зловживання психоактивними речовинами у дорослому житті жертви. Визначення, що використовуються, дуже різноманітні. Сексуальне насильство над дітьми між братами та сестрами визначається (США) Національною робочою групою з питань сексуальних правопорушень серед неповнолітніх як: сексуальні дії, ініційовані одним братом або сестрою щодо іншого без згоди іншого, із застосуванням сили чи примусу, або коли існує різниця у владі між брати і сестри. У Caffaro та Conn-Caffaro, (1998) сексуальне насильство над дітьми серед братів і сестер визначається як «сексуальна поведінка між братами і сестрами, яка не відповідає віку, не є короткочасною і не мотивована цікавістю, що відповідає розвитку обох сторін». Коли сексуальні експерименти з дітьми проводяться з братами і сестрами, деякі дослідники, наприклад Bank та Kahn, (1982), дійсно вважають це інцестом, але ті дослідники, які використовують цей термін, розрізняють образливий і необразливий інцест. Бенк і Кан кажуть, що насильницький інцест є владним, садистським, експлуатаційним і примусовим, часто включаючи навмисне фізичне або психічне насильство.
Уявлення про сексуальні контакти молодших братів і сестер можуть залежати від загальніших поглядів на сексуальність і неповнолітніх:
Finkelhor та Hotaling, (1984) вважають сексуальний контакт насильством лише за таких обставин:
1. це відбувається з дитиною віком до 13 років, а кривдник старший за жертву більш ніж на п'ять років, або якщо дитина віком від 13 до 16 років, а кривдник старший за жертву на десять років;
2. застосовується примус, сила або погроза.

Laviola, (1992) стверджує, що поведінка, яка є сексуальним насильством над дітьми (загалом), залежить від використання влади, авторитету, підкупу або апелювання до довіри чи прихильності дитини.
De Jong, (1989) пропонує чотири критерії, за якими можна визначити, чи є сексуальна поведінка з особами, молодшими за 14 років, насильницькою чи ні:
1. різниця у віці більше п'яти років;
2. застосування сили, погрози або влади;
3. спроба пенетрації;
4. тілесні ушкодження потерпілої/го.

За словами Де Йонга, якщо присутня одна або більше з цих ознак, поведінка є насильницькою, тоді як якщо жодна з них не присутня, поведінку слід вважати нормальним сексуальним експериментуванням.

### Загальні довідники
- Santrock, J.W. (2007). A Topical Approach to Life-Span Development. New York, NY: McGraw-Hill Companies, Inc.

## Подальше читання
- John Bancroft, ред. (1990). Adolescence and puberty. New York: Oxford University Press. ISBN 1-4237-2913-7. OCLC 61880843.